# Novi Biliari
Novi Biliari (ukrainien : Нові Білярі, russe : Новые Беляры, Novyïe Beliary) est une commune urbaine de l'oblast d'Odessa, en Ukraine. Elle compte 177 habitants en 2021.